# Prins Gustaf av Sverige och Norge

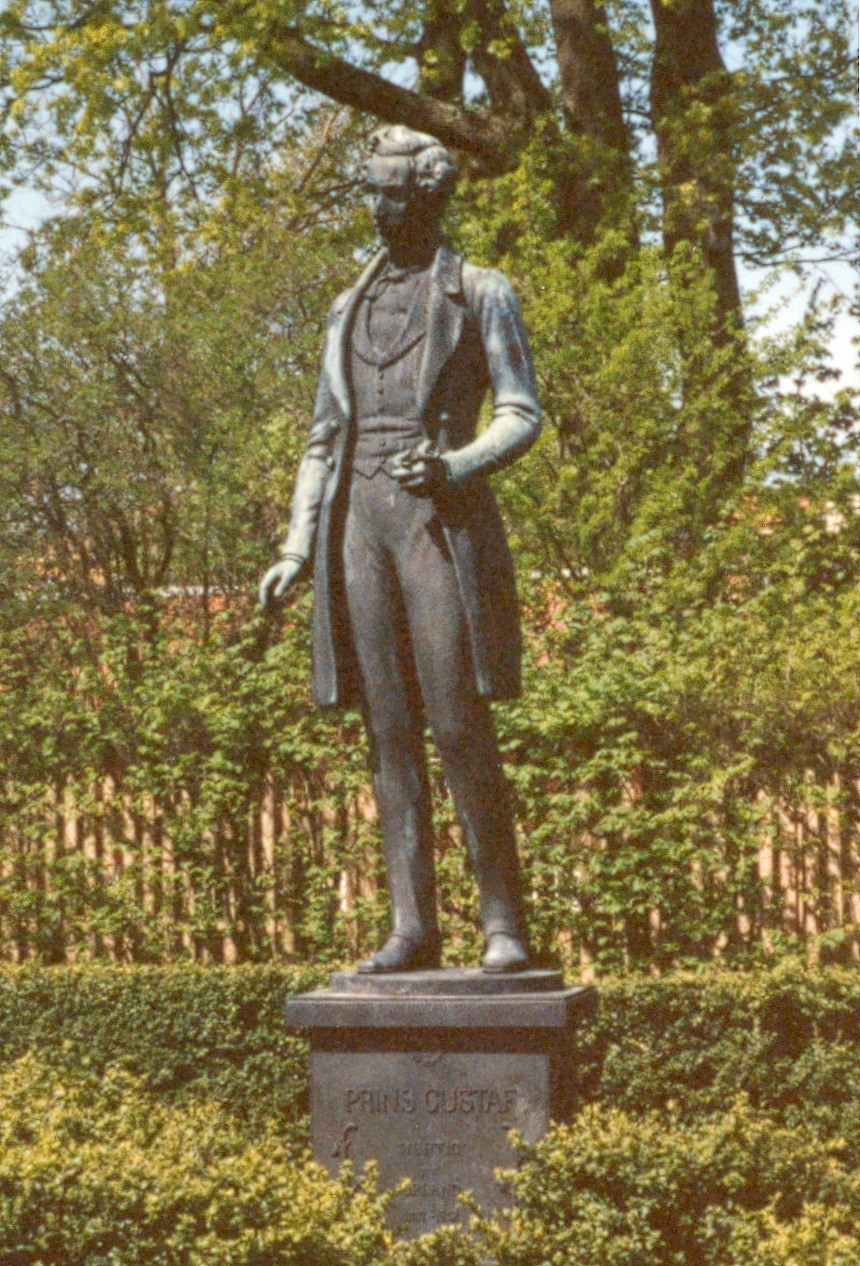
Statyn av Prins Gustaf i Uppsala.

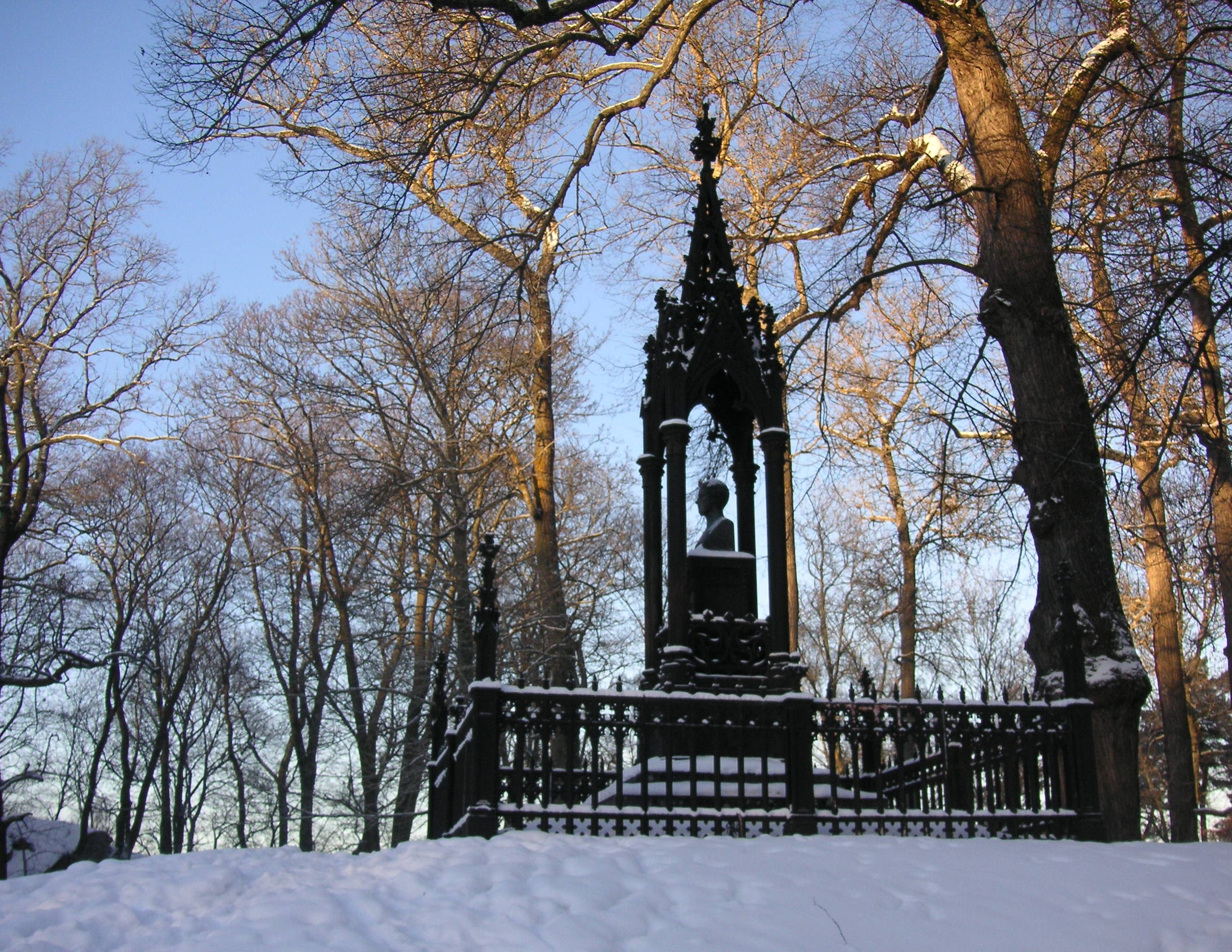
Prins Gustafs monument i Hagaparken.

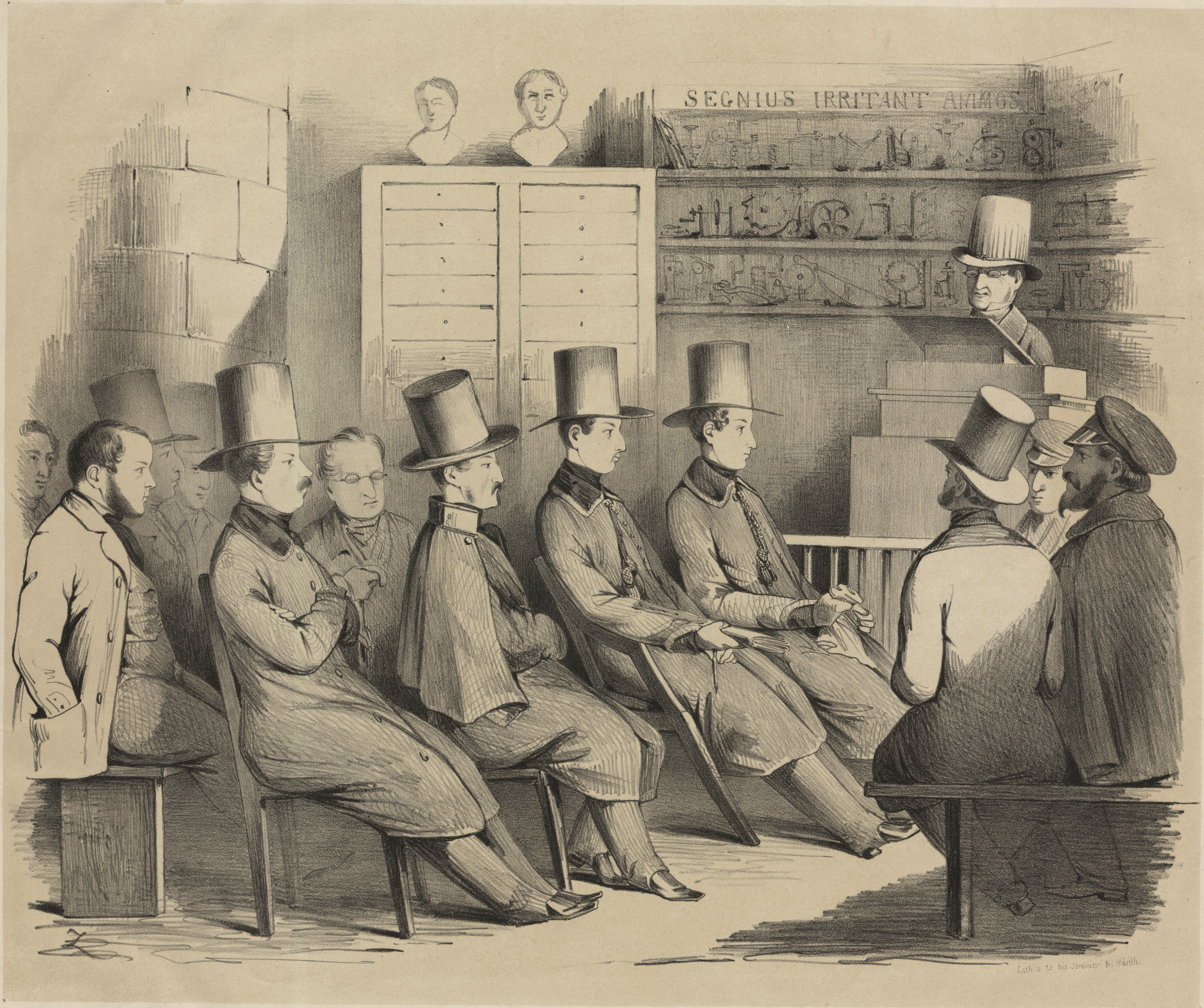
Prins Gustaf och hans två bröder på föreläsning av Johan Christofer Lindblad i Theatrum Oeconomicum vid Uppsala universitet 1846.

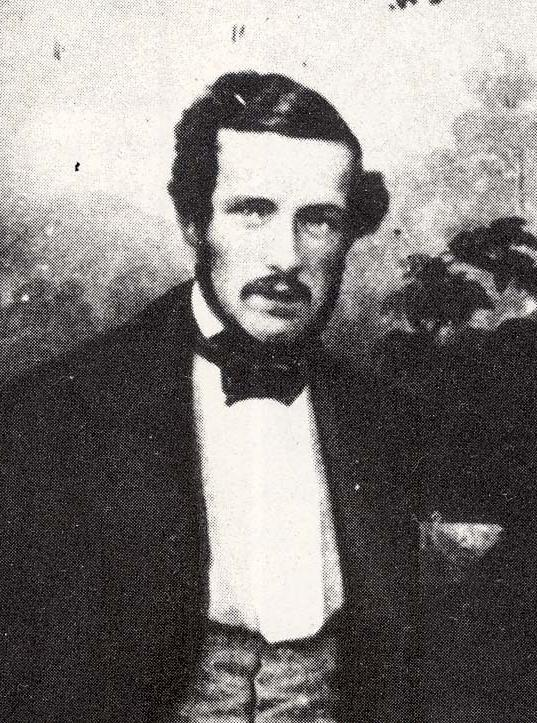
Detalj av foto från 1852, taget samma år som prinsen avled.

Frans Gustaf Oscar, född 18 juni 1827 på Haga slott, död av tyfoidfeber 24 september 1852 på Kungliga slottet, Kristiania, var prins av Sverige och Norge och hertig av Uppland. Son till Oscar I och Josefina. Sångarprinsen, som han kallades, är mest känd för gemene man genom Studentsången (Sjungom studentens lyckliga dag) som han själv komponerade musiken till. Texten skrevs av Herman Sätherberg.

## Biografi
Prins Gustaf fick liksom sina bröder, en vårdad uppfostran på Stockholms slott, ledd av olika informatorer, utsedda av deras mor kronprinsessan Josefina. Han blev liksom sina syskon uppfostrad under överinseende av grevinnan Christina Ulrika Taube. Därefter studerade prinsen tillsammans med sina bröder Carl och Oscar vid Uppsala universitet, och man hade då sin bostad i det så kallade Prinshuset. Han gjorde också karriär inom det militära. Han började som volontär i Livregementets dragoner och blev utnämnd underlöjtnant 1845 och blev till sist överstelöjtnant 1850. Han komponerade en marsch "Dragonmarschen" när han var 16 år gammal.  1850 tilldelades prins Gustaf Stjernsunds slott utanför Askersund som sommarresidens, men hann knappt inreda det färdigt innan han avled. 
Prins Gustaf fick hedersnamnet Sångarprinsen, och är den hittills största musikbegåvningen inom ätten Bernadotte. Han studerade musik för kompositören Adolf Fredrik Lindblad och blev en utmärkt pianist och sångare. Gustaf och hans bror Oscar(II) studerade också under operasångaren Isak Albert Berg. Han gjorde sig också känd som kompositör (under pseudonymen "G*****"), och mer än 50 av hans kompositioner finns bevarade: marscher, romanser och visor. Två av hans tonsättningar för manskör sjungs ofta än idag, Studentsången ("Sjungom studentens lyckliga dag") och Vårsång ("Glad såsom fågeln i morgonstunden"), båda till text av Herman Sätherberg. En tredje, Kälkbackssång, framförs av tradition en gång per år på Ultuna. Han sjöng själv ofta romanser och manskvartett med sina bröder och inbjudna studenter under prinsarnas studenttid vid Uppsala universitet, och enligt samtida vittnen hade han en mycket vacker och lyrisk tenor. En inte lika uppmärksammad sida av prinsen liv är hans djupa religiösa intresse, som ökade alltmer under åren. Som 23-åring skrev han en andlig komposition som sedan användes som koral för psalm 451, ”Mina levnadstimmar stupa” i den Wallinska psalmboken. Tonsättaren Karl-Erik Svedlund har i sin bok De sågo himlen öppen gett ett porträtt av prins Gustaf, hans utveckling, kristna tro och musikskapande, liksom den påverkan som friherrinnan Josephine Hamilton (av släkten Hamilton) hade för prinsen och hans utveckling.
Den 11 februari 1846, samma dag som sin äldre bror Karl, invaldes han som förste hedersledamot av Kungliga Vetenskapsakademien. 
Prins Gustaf avled av tyfoidfeber på Kungliga slottet i Kristiania och jordfästes där i slottskapellet. Norska ångkorvetten Nidaros förde därefter kistan till Stockholm för gravsättning i Riddarholmskyrkan.

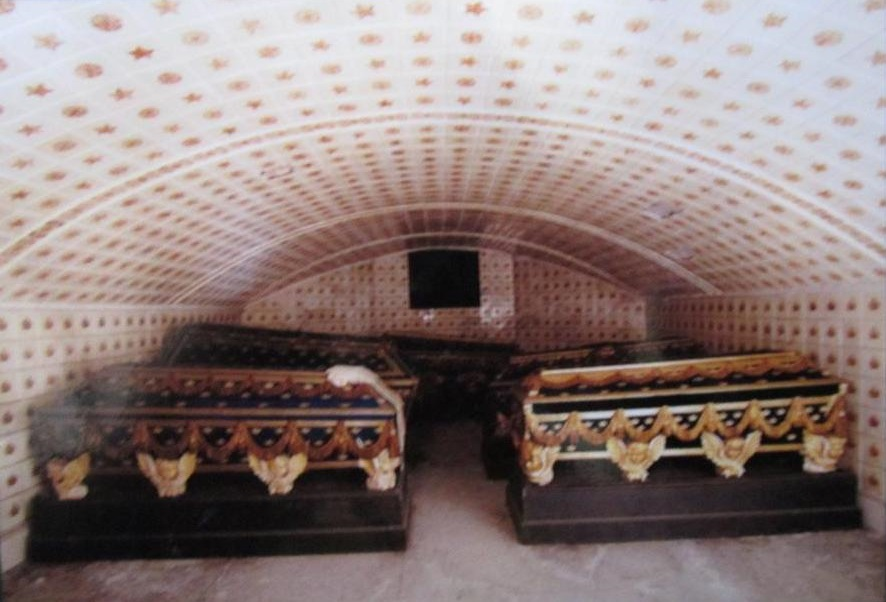
I kryptan under det Bernadotteska gravkoret i Riddarholmskyrkan vilar Gustafs stoft liksom systerns och ett flertal nära släktingars; kungarna och drottningarna gravsattes i koret ovanför.

Zacharias Topelius  skrev om Gustaf efter hans död: 
| ” | Pärlan i en kungakrona Blomman i ett furstehus Slocknat som en älsklig blomma Slocknat i sin höjd av ljus | „ |

 Kungliga Musikaliska akademien lät år 1854 uppföra Prins Gustafs monument i Hagaparken, nära Haga slott. En porträttlik staty av Carl Eldh, invigd 1927, finns vid universitetsbiblioteket Carolina Rediviva i Uppsala.

## Kompositioner

### Pianomusik
- Till Andra livgardet, 1843
- Marsch till Livregementets dragoner, 1843
- Dragonmarschen, tillägnad Upplands dragoner, 1843
- Eugeniavals, 1844
- Polka spelad på en bal i rikssalen vid Oscar I:s kröning, 1844
- Tullgarnsgalopp, 1844
- Sorgmarsch, vid begravningen av farfadern, Karl XIV Johan, den 26 april 1844
- Till Andra livgrenadjärregementet, 1846
- Debardeurmarsch, 1847. Minne av en kostymbal.
- Militärrast, 1848. Till Andra livgardet.
- Stridssignaler, 1848. Till Skånska husarregementet vid Herrevads kloster.
- Polka melancolique
- Sorgmarsch, komponerad vid en minnesfest i Frimurarelogen 1849
- Paradmarsch, utförd den 19 juni 1850 vid Kungliga Svea livgardes musikkår vid kronprins Carls förmälning med prinsessan Louise av Nederländerna.
- Sorgmarsch mig sjelf tillegnad, 1850. Spelades av Stockholms garnisons musikkårer, då hans stoft den 14 oktober 1852 fördes från korvetten Nidaros till Riddarholmskyrkan.

### Manskvartetter
15 manskvartetter, däribland:
- Sorg (Johan Gabriel Carlén), 1846. Utförd vid sorgefesten över Korvetten Carlskronas förolyckande i Mexikanska golfen.
- Till aftonstjärnan (Johan Ludvig Runeberg), 1846
- Snödroppen (Herman Sätherberg), 1846
- Hälsning hem till Sverige (Herman Sätherberg), 1846
- Vårsång ("Glad såsom fågeln") (Herman Sätherberg), 1846
- Den 14 mars, 1848
- Studentsång (eller Marsch) ("Sjungom studentens lyckliga dag"), 1852. (Herman Sätherberg)
  - Musiken förekom även som Marsch till chefen för Jönköpings regemente
- Kälkbackssång, "de kälkåkande på Ultuna vänskapsfullt tillegnad", 1852
- Du undersköna dal för kvartett och solosång skriven på Stjärnsund, 1851 (Herman Sätherberg)
- En månskensstund (Herman Sätherberg)

### Flerstämmiga sångstycken
6 flerstämmiga sångstycken
- Jägarsång, 1845 (Herman Sätherberg)
- Serenad, 1845 (Herman Sätherberg)
- Morgonhymn, 1845 (Herman Sätherberg)
- En kvartett i anledning av nöden i Uppsala län, 1845
- Vilan, 1848

### Trior
- Frisk luft, 1844
- Nyårsnatten, 1847
- Sångarens längtan, 1850

### Solosånger
13 solosånger, däribland:
- Romans ("I rosens doft"), 1846 (Herman Sätherberg)
- Julvisa, 1846 (text: Prins Gustaf), tillägnad prins Oscar
- Våren ("Allt i naturen"), 1846
- För evigt (Otto Lindblad), 1848
- Hemlängtan (Herman Sätherberg), 1848
- Julklockorna (text: Prins Gustaf), 1848
- Han vill det så (Arvid August Afzelius), 1849
- Psalmen 451 ("Mina lefnadstimmar stupa"), 1850
- Romans ("O säg mig strålar") (text: Prins Gustaf), 1851
- Svanens sång (Johan Ludvig Runeberg), 1849

### Sångspel
- Hvita frun på Drottningholm, tillsammans med Ivar Hallström, 1846. Orkestrerad av Jacob Niclas Ahlström. Text av Herman Sätherberg. Uppförd på Kungliga Teatern den 9 april 1847.

### Oklassificerade verk
- Dragonvisa, 1843
- Vänskap, 1847
- Låt alla sorger fara, 1848
- Tidens flykt (text: Prins Gustaf), 1848. Tillägnad Oscar I på hans födelsedag.
- Vigselkransen, 1851 (text: Prins Gustaf)
- Saknaden, 1851 (Johan Ludvig Runeberg)
- Tiden ilar, postumt verk, textförfattare okänd
- Andens nedstigande, postumt verk, textförfattare okänd
- Låt segerfacklan tändas, postumt verk, textförfattare okänd

## Anfäder
|              |  |  |  |  |  |  |  |                                      |  |  |  |  |  |  |  |                                                    |  |  |  |  |  |  |  | Advokat Henri Bernadotte                  |
|              |  |  |  |  |  |  |  |                                      |  |  |  |  |  |  |  |                                                    |  |  |  |  |  |  |  |                                           |
|              |  |  |  |  |  |  |  |                                      |  |  |  |  |  |  |  | Kung Karl XIV Johan                                |  |  |  |  |  |  |  |                                           |
|              |  |  |  |  |  |  |  |                                      |  |  |  |  |  |  |  |                                                    |  |  |  |  |  |  |  |                                           |
|              |  |  |  |  |  |  |  |                                      |  |  |  |  |  |  |  |                                                    |  |  |  |  |  |  |  | Jeanne de Saint Vincent                   |
|              |  |  |  |  |  |  |  |                                      |  |  |  |  |  |  |  |                                                    |  |  |  |  |  |  |  |                                           |
|              |  |  |  |  |  |  |  | Kung Oscar I                         |  |  |  |  |  |  |  |                                                    |  |  |  |  |  |  |  |                                           |
|              |  |  |  |  |  |  |  |                                      |  |  |  |  |  |  |  |                                                    |  |  |  |  |  |  |  |                                           |
|              |  |  |  |  |  |  |  |                                      |  |  |  |  |  |  |  |                                                    |  |  |  |  |  |  |  | Rådman François Clary                     |
|              |  |  |  |  |  |  |  |                                      |  |  |  |  |  |  |  |                                                    |  |  |  |  |  |  |  |                                           |
|              |  |  |  |  |  |  |  |                                      |  |  |  |  |  |  |  | Drottning Desideria av Sverige och Norge           |  |  |  |  |  |  |  |                                           |
|              |  |  |  |  |  |  |  |                                      |  |  |  |  |  |  |  |                                                    |  |  |  |  |  |  |  |                                           |
|              |  |  |  |  |  |  |  |                                      |  |  |  |  |  |  |  |                                                    |  |  |  |  |  |  |  | Rose Françoise Somis                      |
|              |  |  |  |  |  |  |  |                                      |  |  |  |  |  |  |  |                                                    |  |  |  |  |  |  |  |                                           |
| Prins Gustaf |  |  |  |  |  |  |  |                                      |  |  |  |  |  |  |  |                                                    |  |  |  |  |  |  |  |                                           |
|              |  |  |  |  |  |  |  |                                      |  |  |  |  |  |  |  |                                                    |  |  |  |  |  |  |  | Vicomte Alexandre de Beauharnais          |
|              |  |  |  |  |  |  |  |                                      |  |  |  |  |  |  |  |                                                    |  |  |  |  |  |  |  |                                           |
|              |  |  |  |  |  |  |  |                                      |  |  |  |  |  |  |  | Hertig Eugène av Leuchtenberg, vicekung av Italien |  |  |  |  |  |  |  |                                           |
|              |  |  |  |  |  |  |  |                                      |  |  |  |  |  |  |  |                                                    |  |  |  |  |  |  |  |                                           |
|              |  |  |  |  |  |  |  |                                      |  |  |  |  |  |  |  |                                                    |  |  |  |  |  |  |  | Kejsarinnan Joséphine av Frankrike        |
|              |  |  |  |  |  |  |  |                                      |  |  |  |  |  |  |  |                                                    |  |  |  |  |  |  |  |                                           |
|              |  |  |  |  |  |  |  | Prinsessan Joséphine av Leuchtenberg |  |  |  |  |  |  |  |                                                    |  |  |  |  |  |  |  |                                           |
|              |  |  |  |  |  |  |  |                                      |  |  |  |  |  |  |  |                                                    |  |  |  |  |  |  |  |                                           |
|              |  |  |  |  |  |  |  |                                      |  |  |  |  |  |  |  |                                                    |  |  |  |  |  |  |  | Kung Maximilian I Joseph av Bayern        |
|              |  |  |  |  |  |  |  |                                      |  |  |  |  |  |  |  |                                                    |  |  |  |  |  |  |  |                                           |
|              |  |  |  |  |  |  |  |                                      |  |  |  |  |  |  |  | Prinsessan Augusta Amalia av Bayern                |  |  |  |  |  |  |  |                                           |
|              |  |  |  |  |  |  |  |                                      |  |  |  |  |  |  |  |                                                    |  |  |  |  |  |  |  |                                           |
|              |  |  |  |  |  |  |  |                                      |  |  |  |  |  |  |  |                                                    |  |  |  |  |  |  |  | Lantgrevinnan Auguste av Hessen-Darmstadt |
|              |  |  |  |  |  |  |  |                                      |  |  |  |  |  |  |  |                                                    |  |  |  |  |  |  |  |                                           |

### Webbkällor
- Militärmusiksamfundet

### Fotnoter
1. 1 2  Elgklou, Lars (1995). Familjen Bernadotte: en kunglig släktkrönika. Fischer. sid. 78. ISBN 978-91-7054-755-3. Läst 13 november 2024
2. ↑  Svedlund, Karl-Erik (1966). De sågo himmelen öppen: tjugo snabbporträtt av kristna sångdiktare, kompositörer och sångare. Stockholm: Norman. Libris 1590456
3. ↑  Johannes Almén: Ätten Bernadotte, Biografiska anteckningar (Andra tillökade upplagan Stockholm 1896) sid.204
4. ↑  Elgklou, Lars (1995). Familjen Bernadotte: en kunglig släktkrönika. Fischer. sid. 82. ISBN 978-91-7054-755-3. Läst 13 november 2024